# Zuby nehty
Zuby nehty (v minulosti vystupující pod názvem Plyn a Dybbuk) je česká ženská punková skupina.

## Historie
V roce 1981 založily Pavla Slabá, Hana Řepová a Marka (Marie) Míková pražskou amatérskou hudební skupinu Plyn, poprvé koncertující v roce 1982; jednalo se o první českou punkovou kapelu tvořenou pouze dívkami. Později se základní trio rozšířilo ještě o klávesistku Vendulu Kašpárkovou.
V roce 1983 z kapely odešla Kašpárková a místo ní přišla saxofonistka a zpěvačka Kateřina Jirčíková. O rok později se musela skupina přejmenovat, jelikož byl pro příslušníky československého komunistického režimu název „Plyn“ nevhodný. Nově se kapela jmenovala Dybbuk (viz Dybuk), a tento název byl inspirován knihou Josepha Hellera Gold za všechny peníze. V roce 1985 se pak ke kapele připojila kytaristka Eva Trnková. V této sestavě odehrála skupina stovky koncertů a zúčastnila se mnoha festivalů. Každá z autorek jednotlivých skladeb svou píseň při koncertech sama zpívala (kromě Trnkové), díky čemuž byl hudební projev kapely velmi rozmanitý.
V roce 1986 začaly Hana Řepová, Kateřina Jirčíková a Eva Trnková vystupovat ve skupině Panika. V roce 1987 se Dybbuk rozpadl a Marka Míková s Pavlou Slabou založily skupinu Zuby nehty. Současné složení skupiny je otevřené a proměnné podle toho, jak se jednotlivým členkám rodí děti či přeruší své působení ve skupině podle potřeb svého zaměstnání.

## Složení skupiny
Plyn
- Míková (Horáková), Slabá (Fediuková), Řepová (Kubíčková)
- různě krátce: Vendula Kašpárková (později Stromboli), Mišíková (Rudyšarová; později Hudba Praha), Seidlová, Špičanová

Dybbuk
- Míková, Slabá, Řepová, Jirčíková (Nejepsová), Trnková
- (V roce 1987 hrají Řepová, Jirčíková a Trnková v Panice)

Zuby nehty
- Po roce 1987/88
  - Míková, Slabá, Naděžda Bilincová (později Hučení větrných mlýnů), Míka (později Hučení větrných mlýnů), Míca, Lorenc, Lang (později Utlučtumůru)
- V roce 1990 je složení Zubů nehtů následující:
  - Míková, Slabá, Řepová, Jirčíková, Trnková (končí v roce 1991), Alice Flesarová (Kalousková; dříve Už jsme doma)
    - V roce 1995 nastupuje místo Řepové Marvin, v roce 1997 místo Marvina Jana Modráčková (bicí, 1997–2000) a místo Slabé Černý
    - v letech 1998–2000 zde na kytaru hrál také Jarda Svoboda
- 2011: Míková, Jirčíková, Flesarová, Řepová, Maxa
- 2020: Jana Kaplanová, Míková, Jirčíková, Flesarová, Jonssonova, Maxa

## Diskografie
- Dybbuk – Rock Debut – EP – Panton 1987
- Dybbuk – Ale čert to vem – CD,MC,LP – Punc 1991
- Zuby nehty – Utíkej – CD,MC – Bonton 1993
- Czech Alternative Music Vol. II – různí interpreti (Jolly Joker, Michael's Uncle, Zuby nehty, Psí vojáci, Už jsme doma, Ser Un Peyjalero aj.) – CD – Indies
- Zuby nehty – Král vysílá své vojsko – CD,MC – Indies 1995
- Zuby nehty – Dítkám – CD,MC – Indies 1997
- Czech Alternative Music Vol. IV – různí interpreti (Tata bojs, Aurobora, Zuby nehty, Nahoru po schodisti dolu band, Priessnitz, Svihadlo, Toyen, Phil Shöenfelt, Kurtizany z 25. avenue, Dead House Chicago I.R.A., Pluto, I.Bittova / V.Vaclavek, Oswald Schneider, Zhawanadra, Sarközi, Jakub Noha Band, Jan Burian, D.Andrtova / Hladik, Ladislav Brom) – CD – Indies 1998
- Dybbuk – Ale čert to vem – Poletíme (reedice) – CD,MC – Indies 1998
- Zuby nehty – Loď odplouvá – CD – Indies 1999
- Zuby nehty – Best of … & Rarity – 2 CD – Indies 2003
- Indies Records 2004 and Best of 15 Years – 2 CD – Indies 2004 – 2. CD obsahuje skladbu Kobylka od Zuby nehty
- Zuby nehty - Kusy - CD, Indies Scope 2014
- Zuby nehty - Srdce ven - CD, Indies Scope 2021
- Zuby nehty - Pouta (Malé zuby) - CD, Indies Scope 2023